# Metropolia Montes Claros
Metropolia Montes Claros – metropolia Kościoła rzymskokatolickiego w Brazylii. Składa się z metropolitalnej archidiecezji Montes Claros i trzech diecezji. Została erygowana 25 kwietnia 2001 r. konstytucją apostolską Maiori Christifidelium papieża Jana Pawła II. Od 2018 r. godność arcybiskupa metropolity sprawuje abp João Justino de Medeiros Silva.
W skład metropolii wchodzą:
- Archidiecezja Montes Claros
  - Diecezja Janaúba
  - Diecezja Januária
  - Diecezja Paracatu

Prowincja kościelna Montes Claros wraz z metropoliami Belo Horizonte, Diamantina, Juiz de Fora, Mariana, Pouso Alegre, Uberaba i Vitória tworzą region kościelny Wschód II (Regional Leste II), zwany też regionem Minas Gerais e Espírito Santo.

## Metropolici
- Geraldo Majela de Castro (2001 – 2007)
- José Alberto Moura (2007 – 2018)
- João Justino de Medeiros Silva (2018 – 2021)
- José Carlos de Souza Campos (od 2022)